# روح ۳۷۴۵۲
سیارک ۳۷۴۵۲ (به انگلیسی: 37452 Spirit، نامگذاری:4282P-L) سی و هفت هزار و چهارصد و پنجاه و دومین سیارک کشف شده‌است که در ۲۴ سپتامبر ۱۹۶۰ کشف شد.